# Someș-Odorhei
Someș-Odorhei is een Roemeense gemeente in het district Sălaj.
Someș-Odorhei telt 2937 inwoners.